# Cupido staudingeri
Cupido staudingeri is een vlinder uit de familie van de Lycaenidae. De wetenschappelijke naam van de soort is voor het eerst geldig gepubliceerd in 1873 door Christoph.